# Konstantin Alekseevič Korovin
Konstantin Alekseevič Korovin in russo Константи́н Алексе́евич Коро́вин? (Mosca, 5 dicembre 1861 – Parigi, 11 settembre 1939) è stato un pittore e scenografo russo, esponente dell'impressionismo.

## Biografia
Il suo percorso di studi risultò nobilitato dalla frequentazione dell'Istituto di belle arti di Mosca, dove fu allievo di Vasilij Dmitrievič Polenov e di Aleksej Kondrat'evič Savrasov. Le teorie artistiche di Korovin riguardanti gli elementi cromatici ed emozionali del folclore si perfezionarono con la partecipazione al movimento del Mondo dell'Arte (Mir Iskusstva) e con i soggiorni in Spagna ed in Francia. Lo stile ed il gusto pittorico di Korovin vennero ben esemplificati nelle opere presentate sia all'Esposizione di Nižnij Novgorod del 1896 sia all'Esposizione di Parigi del 1900.
Come scenografo, Korovin si distinse nelle collaborazioni con il Teatro Mamontov ed il Bol'šoj a Mosca, con il Teatro Imperiale di San Pietroburgo ed a Parigi con i Balletti russi di Sergej Pavlovič Djagilev. Le sue scenografie si caratterizzarono per lo stile 'barbarico' e per quello djagileviano. Una buona parte delle sue opere sono conservate ed esposte nella Galleria Mamontov e nella Galleria Tret'jakov a Mosca.

## Galleria d'immagini

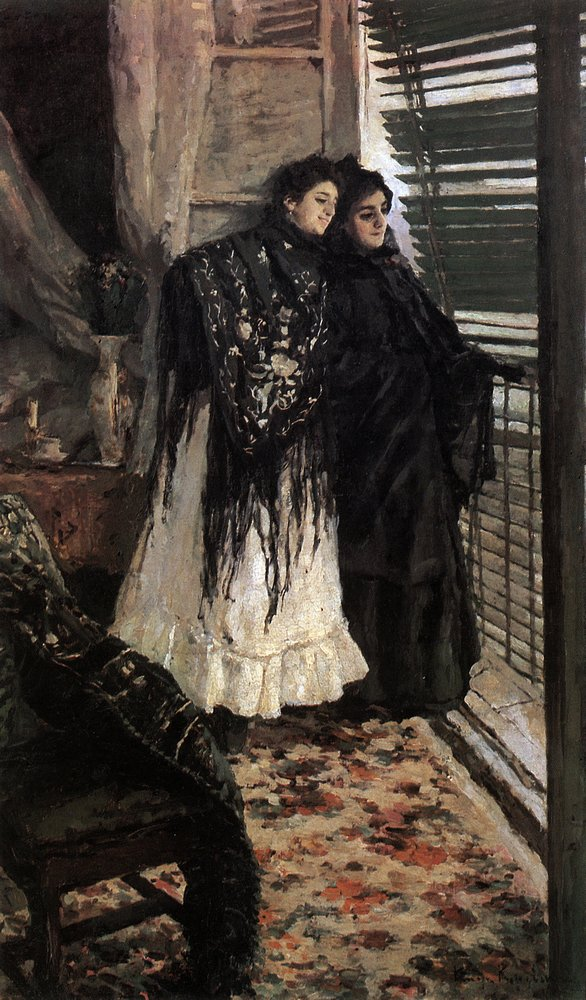
У балкона. Испанки Леонора и Ампара (Sul balcone, donne spagnole Leonora e Ampara), 1897-1898
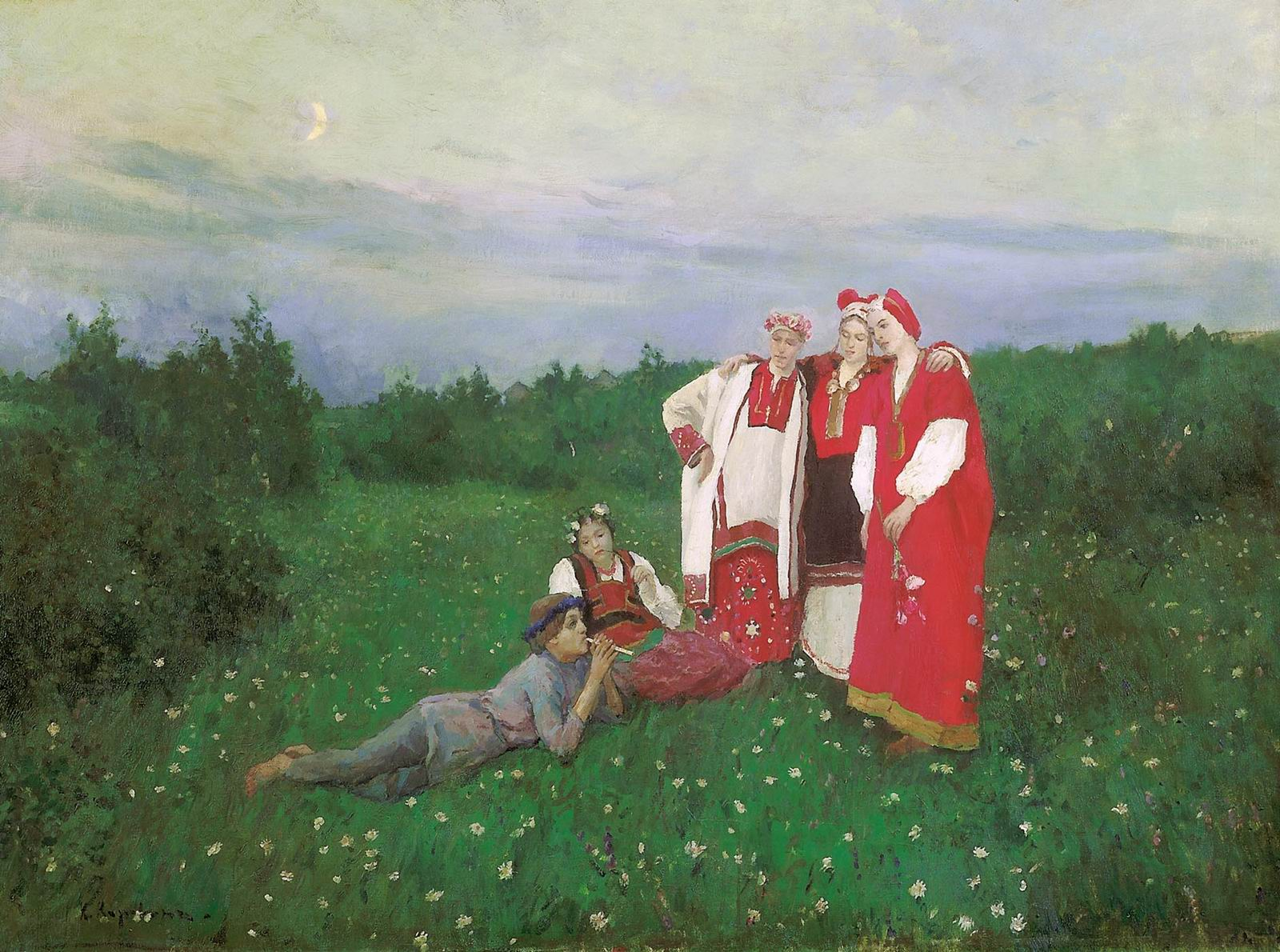
Северная идиллия, (Idillio nordico), 1892
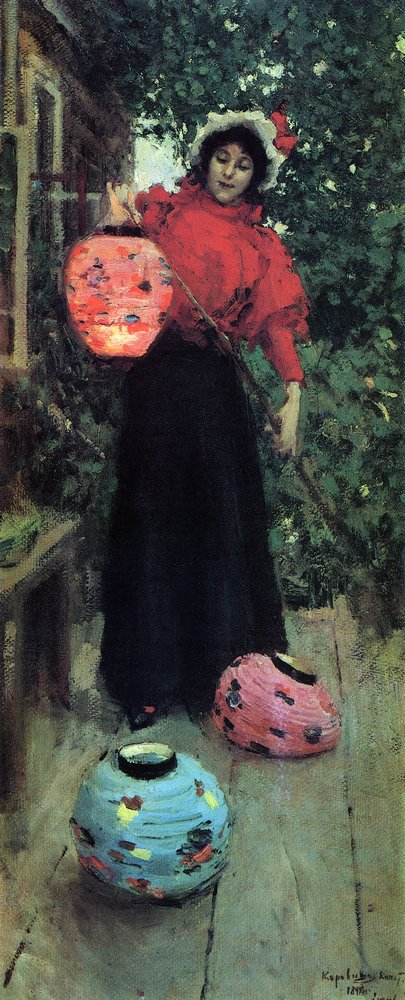
Бумажные фонари (Lanterne di carta), 1895
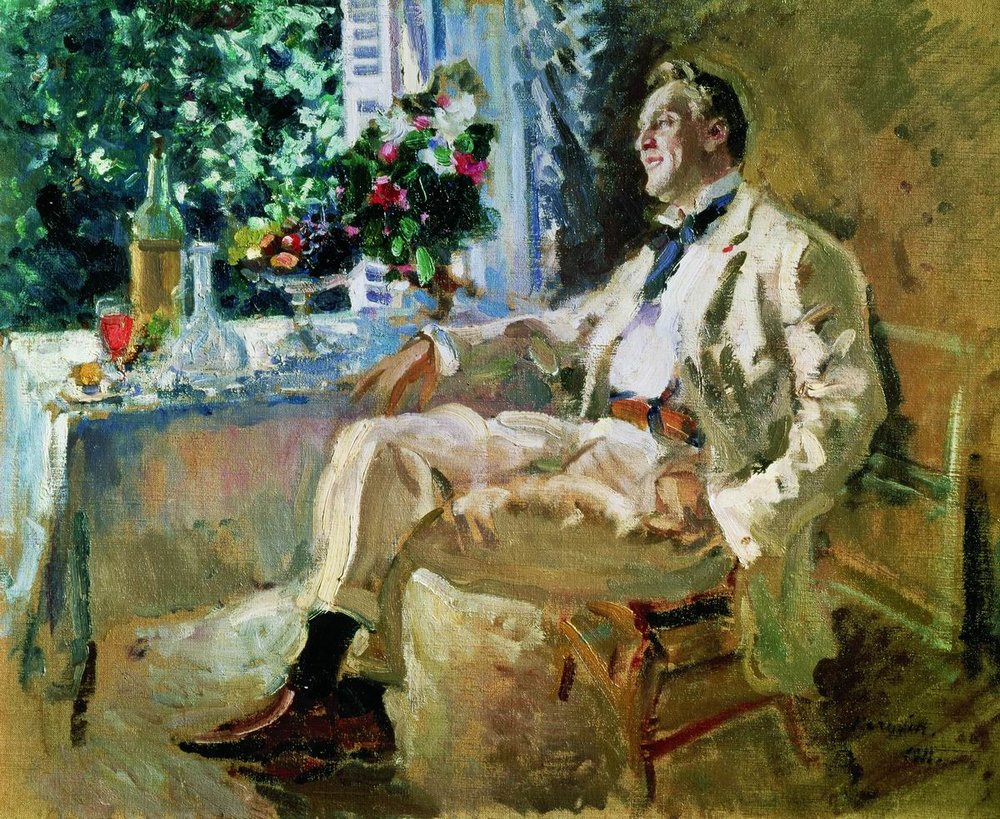
Shalyapin, 1911